# Lekkoatletyka na Letnich Igrzyskach Olimpijskich 1932 – rzut dyskiem mężczyzn

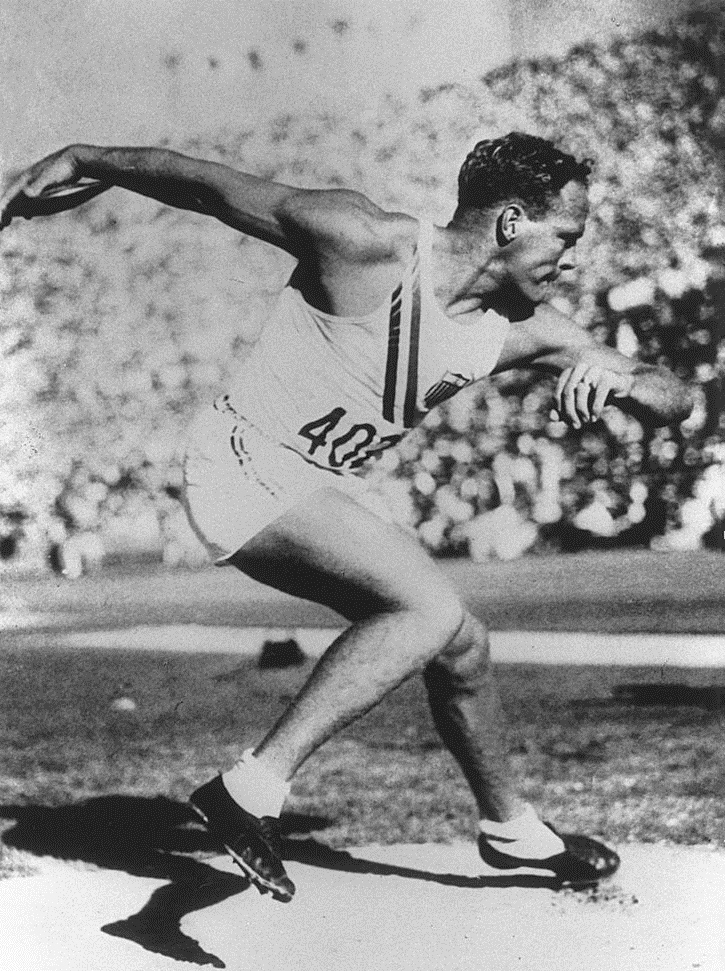
John Anderson

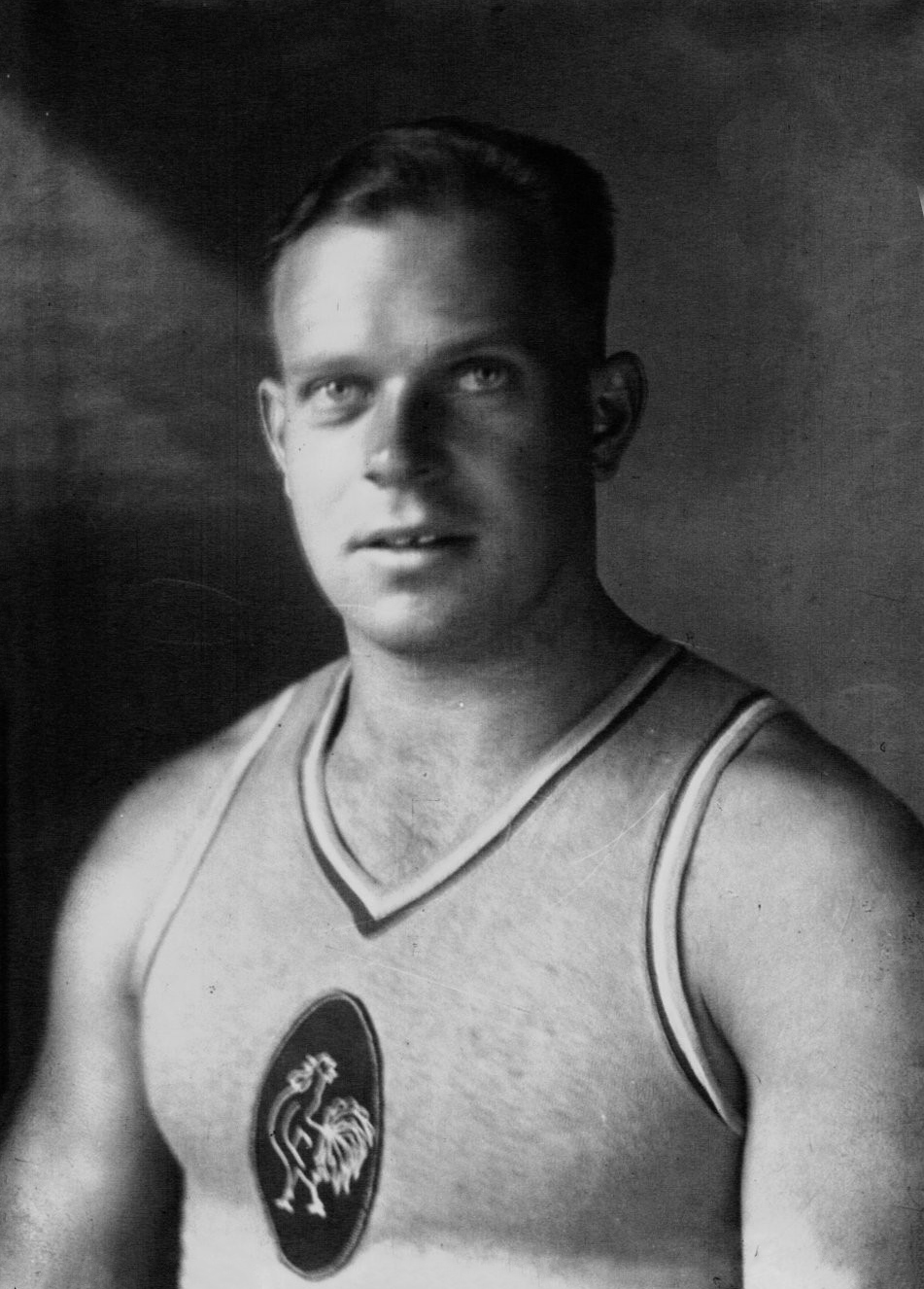
Paul Winter

Rzut dyskiem mężczyzn był jedną z konkurencji rozgrywanych podczas X Letnich Igrzysk Olimpijskich. Rozegrano od razu finał 3 sierpnia 1932 roku na stadionie Los Angeles Memorial Coliseum w Los Angeles. Wystąpiło 18 zawodników z 11 krajów.

## Rekordy
|                   | Zawodnik        | Wynik | Miejsce    | Data                  |
| ----------------- | --------------- | ----- | ---------- | --------------------- |
| Rekord świata     | Paul Jessup     | 51,73 | Pittsburgh | 23 sierpnia 1930(dts) |
| Rekord olimpijski | Clarence Houser | 47,32 | Amsterdam  | 1 sierpnia 1928(dts)  |

## Terminarz
| Data            |       | Godzina |
| --------------- | ----- | ------- |
| 3 sierpnia 1932 | Finał | 14:30   |

## Wyniki

### Finał
| Poz. | Zawodnik              | Reprezentacja     | Próby | Próby | Próby | Próby | Próby | Próby | Wynik | Uwagi |
| Poz. | Zawodnik              | Reprezentacja     | 1     | 2     | 3     | 4     | 5     | 6     | Wynik | Uwagi |
| ---- | --------------------- | ----------------- | ----- | ----- | ----- | ----- | ----- | ----- | ----- | ----- |
| 1.   | John Anderson         | Stany Zjednoczone | 47,87 | 48,86 | 49,39 | 49,49 | 48,72 | 47,98 | 49,49 | OR    |
| 2.   | Henri LaBorde         | Stany Zjednoczone | 48,23 | x     | 48,45 | x     | 48,47 | 47,15 | 48,47 |       |
| 3.   | Paul Winter           | Francja           | 45,89 | 47,16 | 46,72 | 47,34 | 42,45 | 47,85 | 47,85 |       |
| 4.   | Jules Noël            | Francja           | 44,85 | 44,26 | 46,42 | 47,74 | 45,07 | 46,38 | 47,74 |       |
| 5.   | István Donogán        | Węgry             | x     | 44,25 | 47,08 | x     | x     | x     | 47,08 |       |
| 6.   | Endre Madarász        | Węgry             | 39,92 | 46,52 | 40,51 | 44,50 | x     | x     | 46,52 |       |
| 7.   | Kalevi Kotkas         | Finlandia         | 43,62 | 45,78 | 42,44 |       |       |       | 45,78 |       |
| 8.   | Paul Jessup           | Stany Zjednoczone | 39,14 | 43,97 | 45,25 |       |       |       | 45,25 |       |
| 9.   | József Remecz         | Węgry             | 43,65 | 45,02 | x     |       |       |       | 45,02 |       |
| 10.  | Emil Janausch         | Austria           | 43,06 | 41,80 | 44,82 |       |       |       | 44,82 |       |
| 11.  | Hans-Heinrich Sievert | Niemcy            | x     | 38,92 | 44,51 |       |       |       | 44,51 |       |
| 12.  | Harry Hart            | Południowa Afryka | 35,26 | 43,33 | 39,24 |       |       |       | 43,33 |       |
| 13.  | Zygmunt Heljasz       | Polska            | 42,59 | x     | 41,55 |       |       |       | 42,59 |       |
| 14.  | Emil Hirschfeld       | Niemcy            | x     | 42,42 | 41,74 |       |       |       | 42,42 |       |
| 15.  | František Douda       | Czechosłowacja    | 41,60 | 42,39 | x     |       |       |       | 42,39 |       |
| 16.  | Clément Duhour        | Francja           | x     | 38,92 | 40,22 |       |       |       | 40,22 |       |
| 17.  | Veljko Narančić       | Jugosławia        | 36,51 | 34,52 | x     |       |       |       | 36,51 |       |
| –    | Pedro Elsa            | Argentyna         | x     | x     | x     |       |       |       | NM    |       |